# Boulevard Le Duan
La boulevard Lê Duẩn (vietnamien : Đường Lê Duẩn) est un boulevard du 1er arrondissement, du centre-ville d'Hô Chi Minh-Ville au Viêt Nam. Le boulevard s'étend de la rue Nam Ky Khoi Nghia, juste en face du palais de l'Indépendance, jusqu'à la rue Nguyen Binh Khiem, juste en face du jardin botanique et zoologique de Saïgon,.
Les bureaux du consulat général des États-Unis, du consulat général britannique, du consulat général des Pays-Bas et du consulat général allemand sont situés sur ce boulevard.

## Histoire

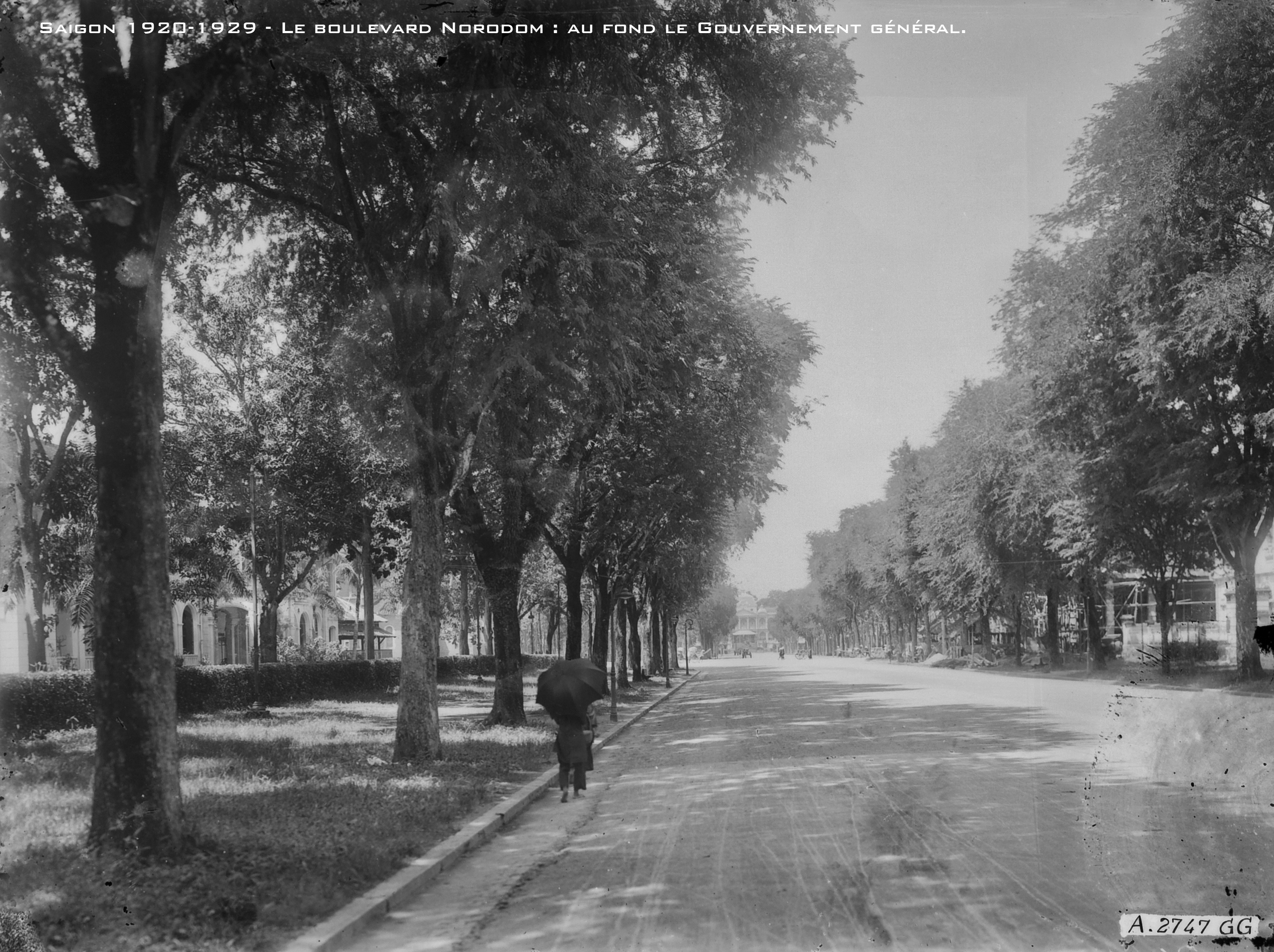
La boulevard Norodom dans les années 1920.

La boulevard Lê Duẩn, initialement nommé boulevard Norodom, est l'un des cinq premiers boulevards de Saïgon construits par les Français. Selon l'érudit Vuong Hong Sen, le boulevard a été ouvert en 1872, après l'achèvement du palais du gouverneur de Saïgon.
Au départ, le boulevard était assez court, s'étendant uniquement du palais à la rue Catinat. Il fut ensuite étendu en deux étapes : d'abord jusqu'à la rue de Bangkok (actuelle rue Mạc Đĩnh Chi) puis jusqu'au jardin botanique et zoologique.
En 1955, à la suite du départ des Français, le boulevard Norodom est rebaptisé boulevard Thống Nhứt par le gouvernement sud-vietnamien de Ngô Đình Diệm.
En août 1975, après la chute de Saïgon, le boulevard fut rebaptisé boulevard du 30 avril par le gouvernement révolutionnaire provisoire. Puis, en 1986, il a été rebaptisé boulevard Lê Duẩn pour commémorer le secrétaire général du Parti communiste vietnamien Lê Duẩn, décédé plus tôt cette année-là,.